# Сивоя
Сивоя — річка в Росії, протікає в Вологодській області, в Ноксенському районі.  Гирло річки знаходиться в 24 км по правому березі річки Порша. Довжина річки становить 11 км. 
Витік знаходиться в болоті Сивойська Чисть в 35 км на північний схід від села Нюксениця. Річка тече на південь в лісистої ненаселенної місцевості, великих приток і населених пунктів немає. Впадає в Поршу неподалік від гирла річки Кондас.

## Дані водного реєстру
За даними державного водного реєстру Росії  річка відноситься до Двінсько-Печорського басейного округу, водогосподарська ділянка річки - Північна Двіна від початку річки до впадання річки Вичегда, без річок Юг і Сухона (від витоку до Кубенского гідровузла), річковий підбасейн річки - Сухона. Річковий басейн річки - Північна Двіна.
За даними геоінформаційної системи водогосподарського районування території РФ, підготовленої Федеральним агентством водних ресурсів: 
 
Код водного об'єкта в державному водному реєстрі - 03020100312103000009159 